# Неологизм (психиатрия)
Неологи́зм (др.-греч. νέος — «новый», и λόγος — «слово») — новообразованное слово; расстройство мышления, заключающееся в создании новых слов, несуществующих в языке и понятных только самому лицу с психическим расстройством,  а иногда вообще не имеющих конкретного значения. 
Классификация неологизмов:
1. поэтические неологизмы;
2. физиологические неологизмы — возникают в речи детей, обычно в возрасте до 5 лет;
3. патологические неологизмы — симптом патологии речи.

Первые два вида неологизмов не являются проявлением психопатологии. Патологические неологизмы являются проявлением атактического мышления, являющегося одним из симптомов шизофрении, который проявляется обычно на её глубоких стадиях. Патологические неологизмы могут быть:
- пассивными — носят характер бессмысленных звукосочетаний, состоят из конгломератов обломков слов;
- активными — всегда что-либо обозначающие, возникают вследствие искажённой переработки словесного материала.

Активные неологизмы образуются при возникновении атактических замыканий (см. шизофрения), проникающих внутрь слова, связаны с т. н. шизофреническим сгущением понятий, характеризуются лабильностью — прежние не повторяются, легко возникают новые.
Неологизмы также встречаются при расстройствах, связанных с выраженным упадком личности (при пресенильной деменции Альцгеймера, деменции при болезни Пика, прогрессивном параличе и других).
В некоторых случаях неологизмы придумываются больным для того, чтобы выразить содержание психотической продукции, для обозначения понятий, аналогов которых нет в языке психически здоровых. В других случаях в их неологизмах невозможно найти какого-либо смысла.
На основе неологизмов может образовываться «новый язык», который обозначается термином неоглоссия или криптолалия.